# За пеленою часу
«За пеленою часу» (англ. The Shadow Out of Time) — фантастична повість американського письменника Говарда Лавкрафта. Написаний між листопадом 1934 та лютим 1935, вперше виданий в червні 1936 в журналі «Astounding Stories».
Сюжет оповідає про професора Міскатонікського університету, Натаніеля Пізлі, який на кілька років був перенесений в тіло істоти, яка жила на Землі задовго до появи людей, тоді як ця істота зайняла тіло професора з метою вивчення людей у цьому часі. Після повернення у своє тіло через кілька років, Пізлі нічого не пам'ятає, та згодом у снах пригадує своє життя в чужому тілі й віднаходить докази реальності тих подій.

## Історія написання
За написання «За пеленою часу» Говард Лавкрафт взявся восени 1934 року, коли вже рік не писав нових творів. Основа сюжету існувала ще в 1930 р., виникнувши з дискусії Лавкрафта з Кларком Ештоном Смітом з приводу правдоподібності історій про подорожі в часі. Написання повісті почалося наприкінці 1934 року. В листопаді Лавкрафт оголосив: «Я туманно і алегорично виклав цю історію на 16-и сторінках, але вийшла нісенітниця. Рідка і непереконлива, де кульмінаційне одкровення було ніяк не виправдане мішаниною образів, які передували йому». В грудні автор сказав, що друга версія його не влаштовує і остаточний варіант створив близько лютого 1935 року.
Дослідник творчості Говарда Лавкрафта С. Т. Джоші вважає, що в «За пеленою часу» було три джерела натхнення: «The Shadowy Thing» Х. Б. Дрейка, роман Анрі Біро «Lazarus» (1925), який Лавкрафт прочитав в 1928 р., і фільм «Площа Берклі» (Berkeley Square) (1933). Лавкрафт також прочитав роман «Машина часу» Герберта Веллса в 1925 р., але мало переніс з нього у свій твір. Інколи помилково вважається, що величезні проміжки часу, охоплені повістю, — результат впливу «Останніх і перших людей» Олафа Степлдона (1930), однак Лавкрафт прочитав цей роман пізніше, не раніше серпня 1935 року.

## Сюжет

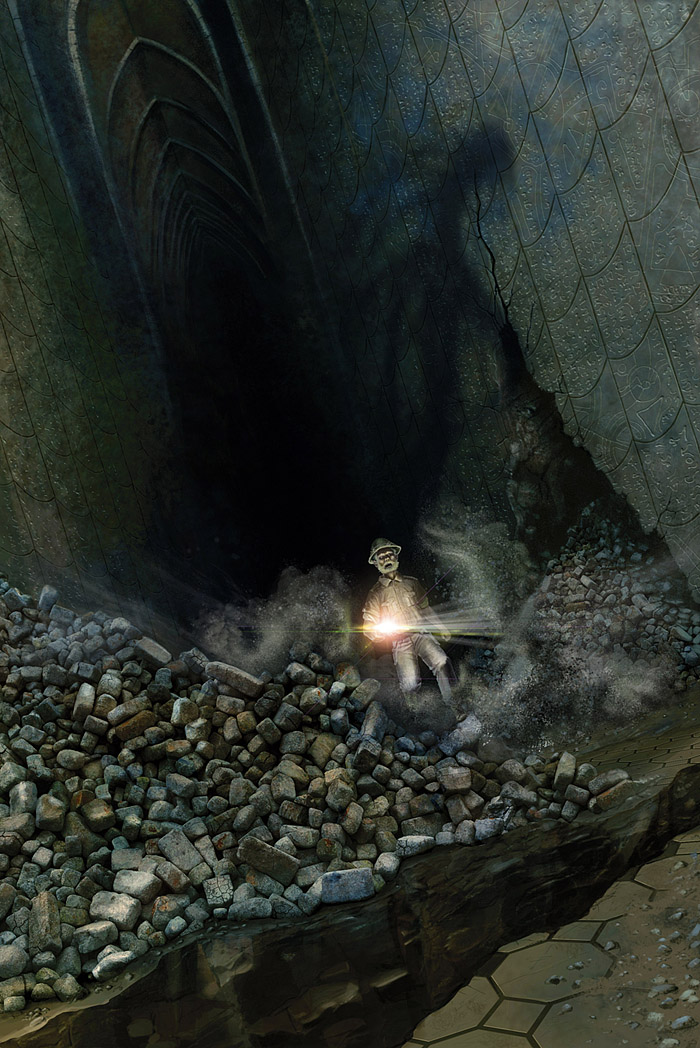
Натаніель Пізлі в підземеллі Великої Раси

Натаніель Вінгейт Пізлі, професор Міскатонікського університету, 14 травня 1908 під час лекції з політекономії раптово втрачає свідомість. У лікарні в нього виявляють форму амнезії, настільки серйозну, що вона впливає навіть на мовні і рухові навички. З часом Пізлі повторно навчається керувати своїм тілом і починає проявляти вражаючі розумові здібності, які далеко перевершують нормальні людські. Він стає знаменитістю серед психіатрів і преси, як через повторне формування особистості, так і подорожі до Аравії та Гімалаїв. Його дружина, відчуваючи, що щось відбувається не так, подає на розлучення, і лише один з його трьох дітей продовжує підтримувати з батьком стосунки. Наступні п'ять років Пізлі проводить у бібліотеках по всьому світу, читаючи книги з найрізноманітніших галузей знань, а також в експедиціях у різні країни. 27 вересня 1913 він раптово повертається до свого попереднього стану: отямившись після нової непритомності, він вважає, що все ще читає лекцію з політекономії в 1908 р.
З того моменту на Пізлі обрушуються химерні сновидіння. Йому здається, що його розум поміщений в тіло істоти, схожої на десятифутовий зморшкуватий конус, в той час, як розум цієї істоти займає його власне тіло. Ці створіння звалися «Великою Расою» за те, що їм одним був відомий секрет переміщення в часі. Вони могли обмінюватися розумами з практично будь-якою формою життя у Всесвіті з минулого, теперішнього або майбутнього. Свого часу Велика Раса мала колонію на Землі в Австралії 150 млн років тому; раніше вони займали тіла іншої раси, але залишили їх через наближення неминучого катаклізму; пізніше Велика Раса покинула тіла істот у формі конуса через напад Літаючих поліпів і вселилася в тіла істот, які житимуть на Землі після людей. Вони зібрали величезну бібліотеку, що складається зі звітів полонених розумів з усього Всесвіту, і сам Пізлі написав для архівів Великої Раси звіт про власний час.
Пізлі вірить, що його сни про Велику Расу — лише плід прочитаного під час «амнезії»; але потім австралійський дослідник, знайшовши в журналах деякі статті Пізлі про його сни, повідомляє йому в листі, що недавно були виявлені древні руїни, надзвичайно схожі на його описи міста Великої Раси. Пізлі супроводжує цього дослідника, Роберта Б. Ф. Маккензі, в експедиції у Велику піщану пустелю — і з жахом виявляє, що у того, що він вважав снами, цілком могло бути реальне джерело. Одного разу вночі він іде з табору і блукає по підземних коридорах міста Великої Раси, причому зустрінуті місця видаються йому знайомими. Він знає, що єдиний спосіб підтвердити, чи були його сни просто снами або ж реальністю, — відшукати той звіт, що він написав для архіву Великої Раси. Після виснажливого спуску Пізлі потрапляє в потрібне місце, знаходить відповідний запис і відкриває його. На потемнілих сторінках він бачить текст, написаний англійською мовою його ж почерком.
Але оскільки Пізлі втрачає цей доказ під час підйому на поверхню, він як і раніше, стверджує: «є підстави сподіватися, що пережите мною було повністю або частково галюцинацією».

## Адаптації
- «Dark Adventure Radio Theatre: The Shadow Out of Time» (2008) — радіоп'єса від товариства H. P. Lovecraft Historical Society та Dark Adventure Radio Theatre.
- «The Shadow From the Abyss» — комікс Ларрі Тодда в складі Skull Comics #5 (Last Gasp, 1972).
- Твір було адаптовано Меттом Гоартом в книзі «Graphic Classics: H.P. Lovecraft, Graphic Classics, Volume 4», він входив у перше (2002) і друге (2007) видання.
- «The Shadow Out of Time» (2013) — графічний роман Яна Кулбарда (I.N.J. Culbard).
- Протагоніст відеогри Call of Cthulhu: Dark Corners of the Earth (2005) бачить представників Великої Раси у фіналі гри і дізнається про обмін тілами з одним з них.
- «H. P. Lovecraft's The Shadow Out of Time» (2012) — фанатський короткометражний фільм[1].